# Musée d'histoire naturelle Hasanbey Zardabi
Le musée d'histoire naturelle Hasanbey Zardabi est un musée d'histoire naturelle à Bakou, en Azerbaïdjan.

## Histoire
Le musée a été créé en 1930. Le musée porte le nom de Hasan bey Zardabi, journaliste et intellectuel azerbaïdjanais, fondateur du premier journal de langue azérie Akintchi ("Le laboureur") en 1875.
Le musée comprend deux départements: un département de géologie qui possède des échantillons de ressources naturelles métalliques et non métalliques, des minéraux et des roches d'Azerbaïdjan et un département de zoologie. La collection générale du musée compte plus de 1400 pièces différentes. Le service de biologie présente de nombreux squelettes et fragments d'ossements d'animaux trouvés lors de travaux de terrain et traités par des chercheurs. La plus ancienne exposition est celle des dents d'un ichtyosaure du Crétacé, vieux de plus de 120 millions d'années.
Les activités de recherche du Musée d'histoire naturelle se sont développées dans plusieurs directions, axées notamment sur les sites paléontologiques. La recherche principale se concentre sur l'étude du quaternaire de Binagadi et des faunes d'hipparion Eldar tardif Sarmate, de la faune vertébrée de Pirekichkuli Maykop, de nombreux sites de peuples primitifs, ainsi que de la grotte Azokh et d'autres. Dans la collection de la faune quaternaire de Binagadi, il y a 41 espèces de mammifères, 110 espèces d'oiseaux, 2 reptiles, 1 amphibien, 107 insectes et 22 espèces de plantes. Parmi ceux-ci se trouvent des squelettes fossilisés presque complets de chevaux, de cerfs, de gazelles et de saïgas qui ne vivent plus sur le territoire de l'Azerbaïdjan.
La faune Eldar se compose de 23 représentants de diverses formes d'animaux vertébrés. En outre, le musée possède également deux types d'hipparions (mammifères de la famille des chevaux), la baleine sarmate et la mâchoire inférieure d'un mastodonte.
Le musée expose également la mâchoire supérieure, les dents et les défenses de l'éléphant du sud qui vivait dans notre pays il y a 600000 ans et a été découvert à Mingatchevir en 2001.
Le musée fonctionne sous les auspices de l'Institut de géologie et de géophysique d'Azerbaïdjan